# ديانا ديفيز
ديانا ديفيز (بالإنجليزية: Diana Davies)‏ هي مصورة أمريكية، ولدت في 1938.